# CV-90
Il CV90 (Combat Vehicle 90) è una famiglia di veicoli da combattimento della fanteria (IFV) di fabbricazione svedese. È una macchina moderna, veloce e pesantemente armata. Apparve alla fine degli anni ottanta: il progetto privilegiava la potenza di fuoco e la mobilità, lasciando in secondo piano la protezione pesante. L'armamento del modello base è costituita da un cannone automatico Bofors da 40/70 mm.

## Produzione
La consegna del CV90 iniziò nel 1993 e finora ne sono stati prodotti più di 1000 esemplari.

## Varianti
- CV9040 - Il modello originale, equipaggiato con un cannone automatico Bofors da 40 mm.
- CV9030 - Versione per l'export, con un cannone Bushmaster II da 30 mm. Adottato da Finlandia, Norvegia e Svizzera.
- CV9035 - Armato con un cannone Bushmaster III 35/50. Adottato da Danimarca e Paesi Bassi.
- CV90105 - Equipaggiato con un cannone da 105 mm. Progettato da Hägglunds (BAE Systems) e GIAT (Nexter).
- CV90120-T - Equipaggiato con una torretta da carro armato ed un cannone da 120 mm (cannone a scelta tra Rheinmetall o IWI).
- CV9040 AAV (TriAD) - Veicolo antiaereo, dotato di radar e cannone da 40 mm.
- CV90 - Veicolo comando.
- CV90 - Veicolo da osservazione avanzata.
- CV90 - Mezzo recupero corazzato.
- CV9040B - Versione migliorata del CV90 con cannone stabilizzato automaticamente.
- CV9040C - Versione per le operazioni internazionali, dotato di protezione addizionale un kit per climi tropicali.
- CV9056 - Prototipo equipaggiato con missili anticarro Bofors RB56. Non ne sono stati ordinati.

Il veicolo da osservazione avanzata, quello comando e il mezzo recupero corazzato, sono armati solamente di una mitragliatrice.

## Utilizzatori
Danimarca
- Hæren

45 CV9035 acquistati nel 2005 e consegnati tra il 2007 e il 2008.
 Estonia
- Eesti maavägi

44 CV9035NL acquistati di seconda mano dai Paesi Bassi nel 2014 consegnati a partire dal 2016. 37 scafi di CV90 Mk I acquistati di seconda mano da surplus norvegese nel 2016 per essere convertiti in veicoli speciali.
 Finlandia
- Suomen maavoimat

57 CV9030 acquistati nel 2000 seguiti da altri 45 nel 2004.
 Norvegia
- Kongelige Norske Hæren

104 CV9030N acquistati nel 1994 e consegnati dal 1998. 17 sono stati aggiornati a CV9030NF1 con aria condizionata, protezione aggiuntiva anti-mine, cingoli di gomma e telecamere posteriori. Nel 2012 è stato approvato un piano per aumentare a 144 i CV90 in servizio: sono stati prodotti 110 nuovi scafi Mk III di cui 74 IFV, 21 veicoli da ricognizione e 15 veicoli di comando CV90 STRILED, 103 torrette sono state aggiornate allo standard Mk III e le restanti 7 sono state prodotte, i rimanenti 34 scafi sono stati aggiornati allo standard Mk III e 16 sono stati convertiti in veicoli del genio CV90RWS STING, 16 in veicoli multiruolo da trasporto e portamortaio CV90RWS Multi BK e 2 in veicoli di scuola guida.  37 dei 69 scafi Mk I scartati sono stati venduti all'Estonia nel 2017. Nel 2021 sono stati ordinati 12 CV90RWS STING e 8 CV90RWS Multi BK.
 Paesi Bassi
- Koninklijke Landmacht

Un ordine iniziale per 184 CV9035NL è stato firmato nel 2004 e successivamente modificato a 193 esemplari, tra cui un prototipo per l'integrazione di sistemi di bordo, consegnati tra il 2008 e il 2011. 44 venduti all'Estonia nel 2014. 122 esemplari da combattimento e 6 da addestramento in aggiornamento a partire dal 2021. 15 portamortaio CV9035 Mjölner ottenuti dalla conversione di altrettanti esemplari non aggiornati sono stati acquistati nel 2024 e la consegna è prevista entro il 2028.
 Rep. Ceca
- Pozemní síly Armády České republiky

246 CV90 Mk IV acquistati nel 2023 di cui 141 IFV, 31 veicoli di comando, 18 veicoli da esplorazione, 13 veicoli del genio, 12 veicoli da osservazione per l'artiglieria, 15 veicoli da recupero e 16 ambulanze.
 Slovacchia
- Pozemné sily Slovenskej republiky

152 CV90 Mk IV acquistati nel 2022, di cui 122 CV9035 e i restanti in varianti veicolo di comando, ricognizione e da recupero.
 Svezia
- Esercito svedese

509 in versione IFV, osservazione per artiglieria, veicolo di comando, da recupero e veicolo del genio consegnati tra il 1994 e il 2002. 40 CV90 Mjölner acquistati nel 2016 e consegnati tra il 2019 e il 2020, 20 sono stati ordinati nel 2022 e altri 20 nel 2023. 50 CV9040C donati all'Ucraina nel 2023. Un numero non precisato di CV9035 Mk IIIC è stato acquistato nel 2024.
 Svizzera
- Esercito svizzero

186 CV9030CH, di cui 32 veicoli di comando, consegnati tra il 2002 e il 2005.
 Ucraina
- Forze terrestri ucraine

50 CV9040C donati dalla Svezia e consegnati a giugno 2023.

## Galleria d'immagini

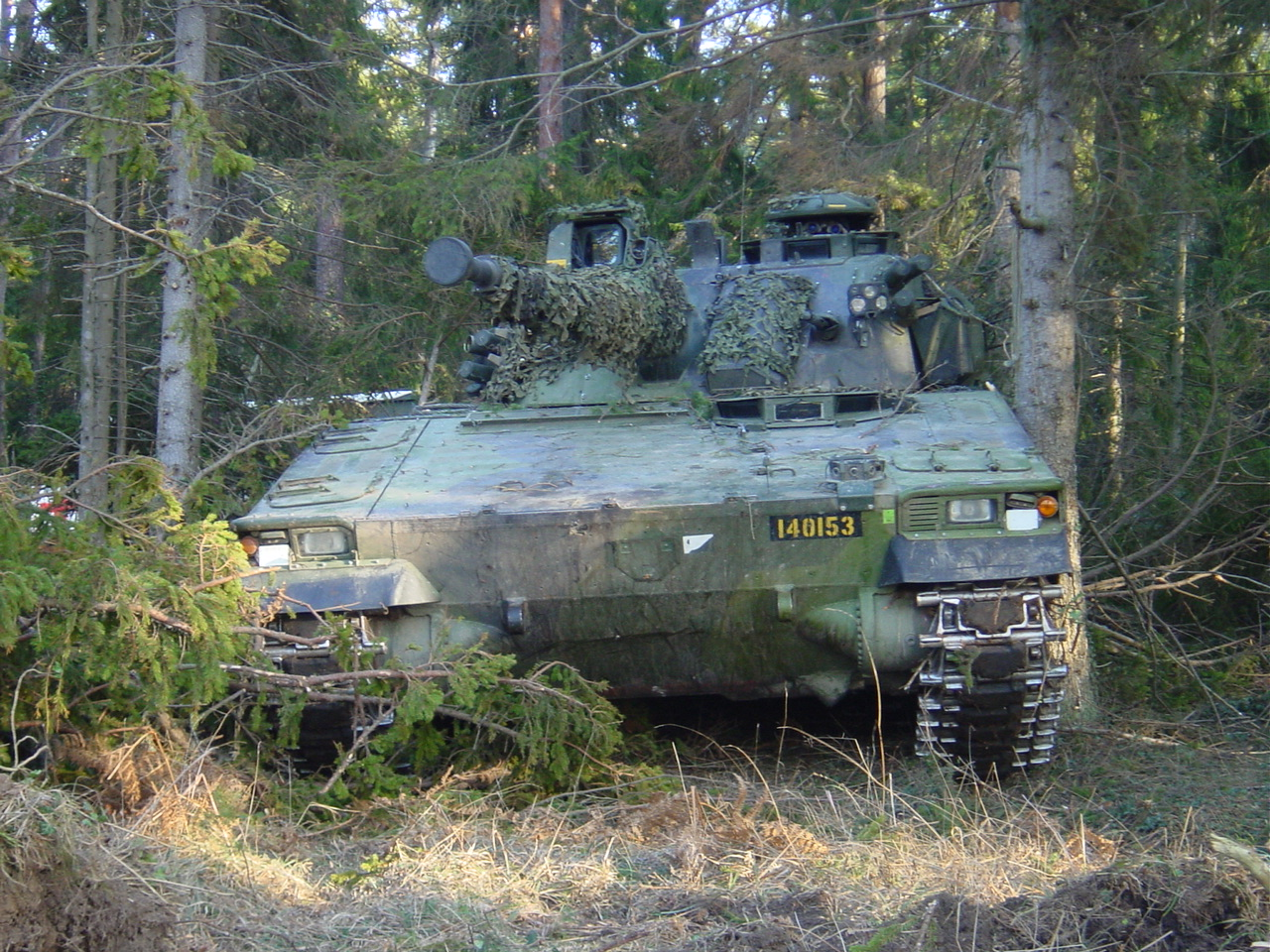
CV9040 originale (Strf 90).
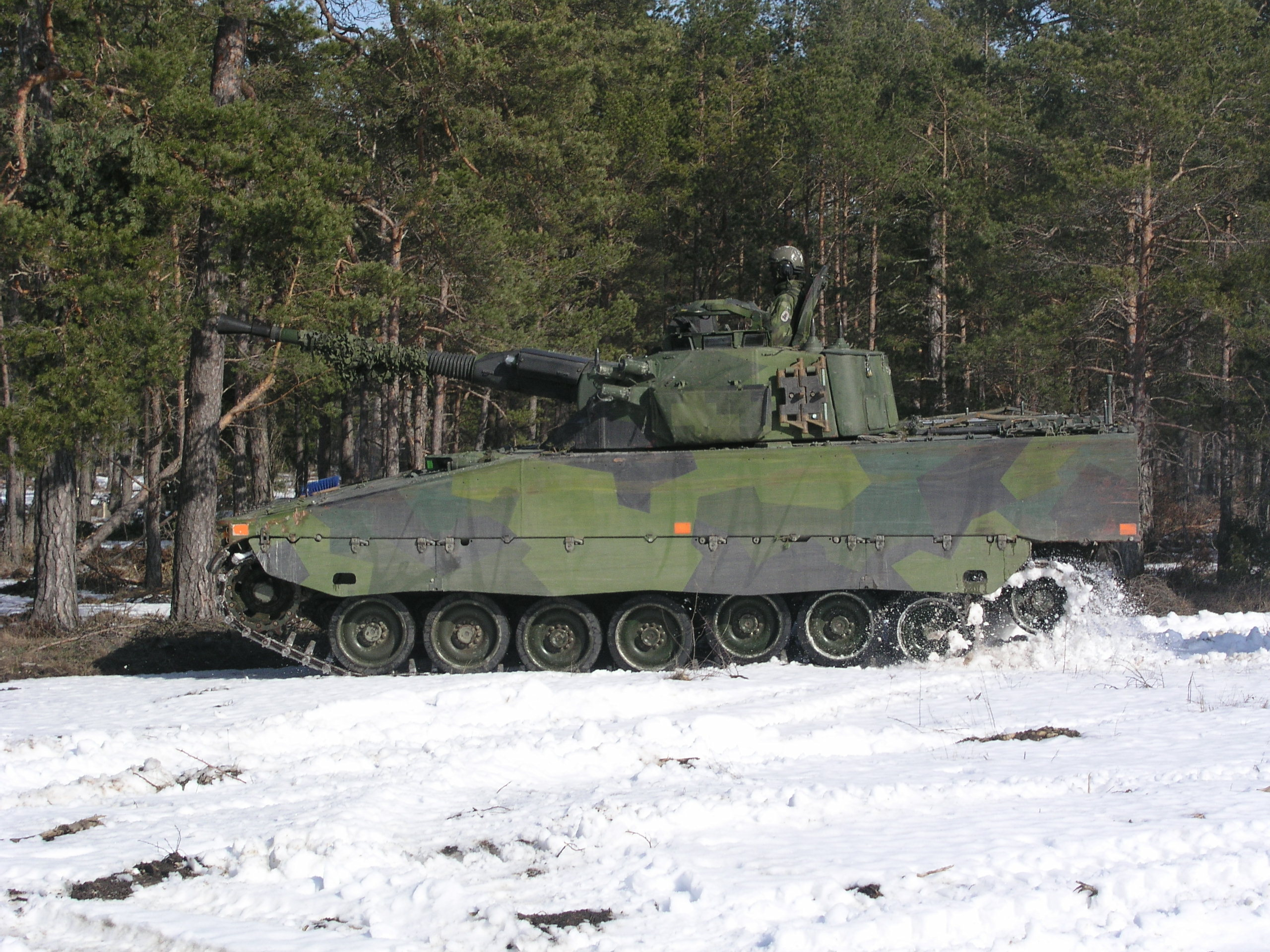
Vista laterale di un CV9040.
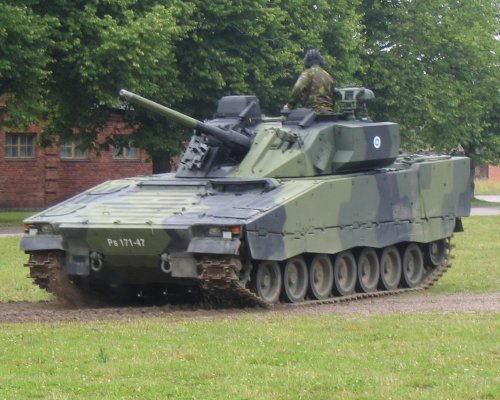
CV9030 finlandese.
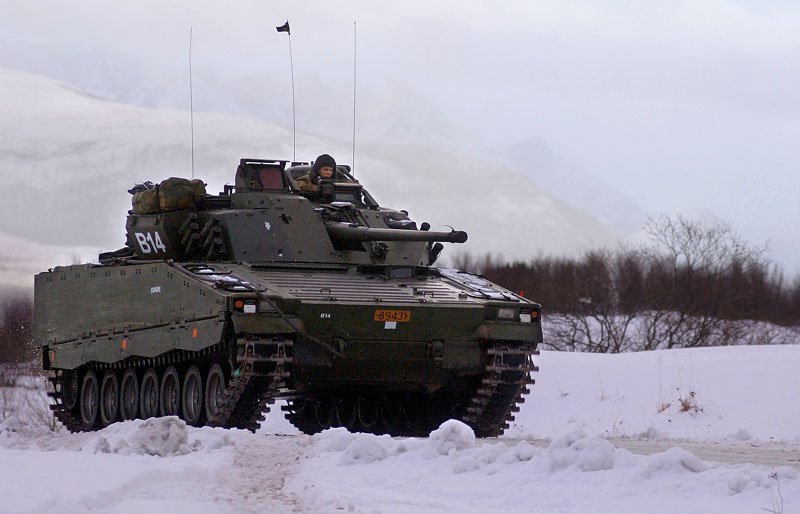
CV9030 norvegese.
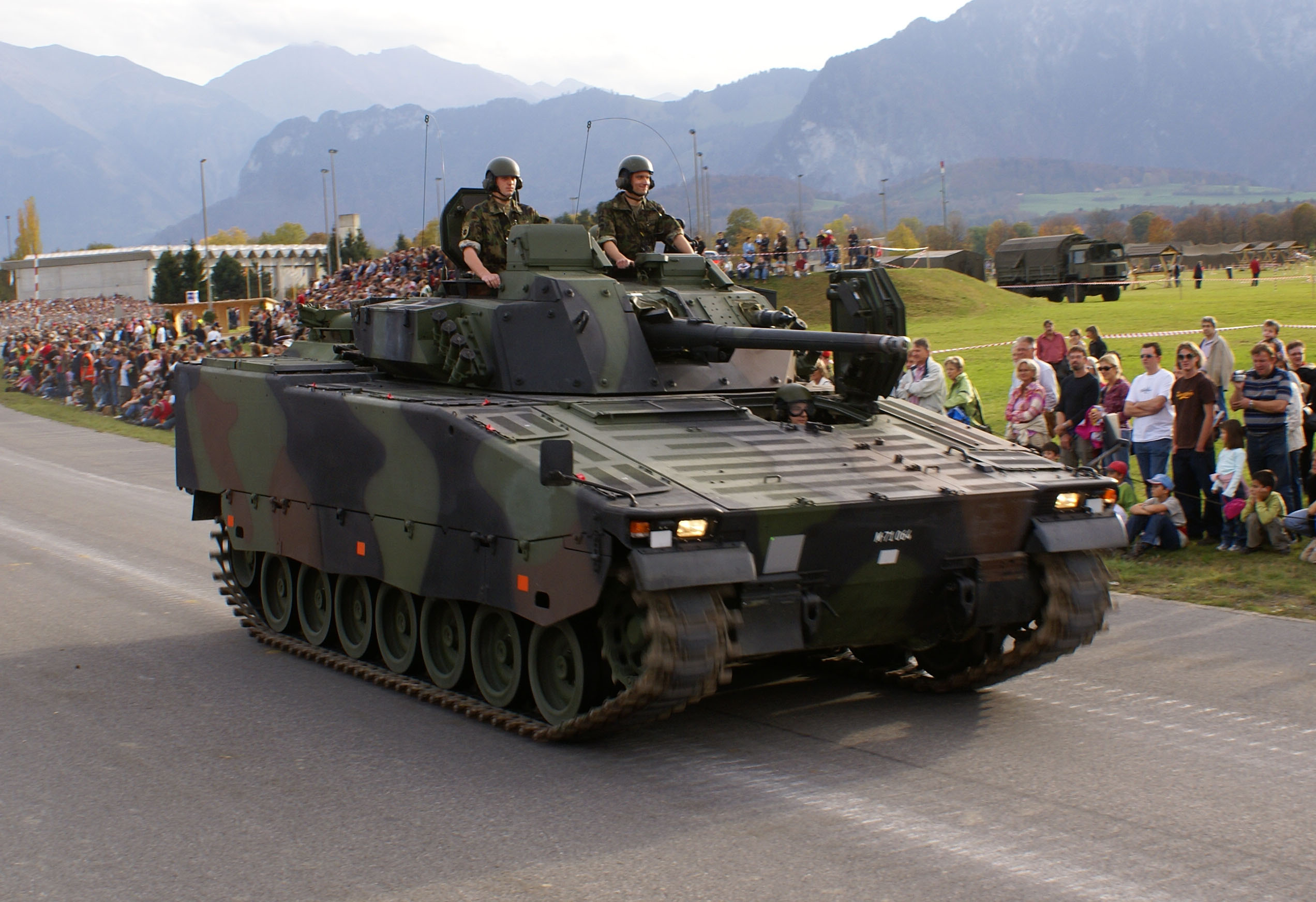
CV9030 svizzero durante una parata